# Manifest (альбом)
Manifest — девятый студийный альбом группы «Ляпис Трубецкой». Релиз состоялся 25 сентября 2008 года на портале Афиша.ru.

## Об альбоме
Работа над Manifest началась осенью 2007 года — были записаны первые акустические демоверсии песен «Клип» и «Манифест». Однако Сергей Михалок утверждает, что половина песен была написана ещё в период работы над «Капиталом» (конец 2005 — середина 2006). В январе 2008 года «Ляписы» собрались в студии, чтобы записать новые композиции в полноценной аранжировке. Первыми были записаны песни «Манифест», «Рок-пупсы», «Клип» и «Чёрно-белый день» (впоследствии вошла в альбом в виде бонус-трека). Альбом записан на студии «211» в Киеве с января по сентябрь 2008 года. Это первый альбом группы, который можно свободно скачать в Интернете. 25 сентября 2008 года альбом был издан компанией «Никитин» на компакт-диске.
Во время тура «Капитал» были представлены композиции «Манифест» и «Хэндэ хох» (Рок-пупсы) (февраль 2008), «Зорачкі», «Беларусь фридом» (Belarus Freedom), «Попсовый жлоб» (апрель 2008) и «12 обезьян» (июнь 2008).
Одновременно с альбомом в сети появился и первый видеоролик на композицию «Жлоб». Клип снимался «в обстановке строгой секретности» в Минске в сентябре 2008 года.
Концерт «Ляписов» 9 марта 2009 года в минском Дворце Спорта был разрекламирован на белорусских телеканалах с помощью трёх оригинальных роликов при участии человека-рыбы, седого гуру восточных единоборств и самого Сергея Михалка в ретро-образе циркового силача с пышными усами.

## Издание
Авторы оформления обложки — Д. Колмыкова, И. Забелло. Фотограф — Дарья Попова.
В версию для сборника Парад-Алле в качестве бонусов добавлены не вошедшая в альбом «Чёрно-белый день» и кавер-версия песни «Государство» группы «Гражданская оборона».

## Список композиций
| №   | Название                                                                              | Автор(ы)  | Длительность |
| --- | ------------------------------------------------------------------------------------- | --------- | ------------ |
| 1.  | «Манифест»                                                                            | С.Михалок | 3:48         |
| 2.  | «Рок-пупсы»                                                                           | С.Михалок | 3:13         |
| 3.  | «Галактика»                                                                           | С.Михалок | 3:18         |
| 4.  | «Жлоб»                                                                                | С.Михалок | 2:56         |
| 5.  | «12 Обезьян»                                                                          | С.Михалок | 2:53         |
| 6.  | «I Wanna Be Your Boyfriend» (кавер-версия The Ramones, рус. Я хочу быть твоим парнем) | T.Ramone  | 2:14         |
| 7.  | «Крэкс, пэкс, фэкс»                                                                   | С.Михалок | 3:21         |
| 8.  | «Belarus Freedom» (рус. Свобода Беларуси)                                             | С.Михалок | 3:47         |
| 9.  | «Клип»                                                                                | С.Михалок | 3:33         |
| 10. | «Зорачкі» (рус. Звёздочки)                                                            | С.Михалок | 3:45         |
| 11. | «Трубецкой»                                                                           | С.Михалок | 2:58         |
| 12. | «Рыбка золотая»                                                                       | С.Михалок | 2:07         |

| №   | Название                                           | Автор(ы)  | Длительность |
| --- | -------------------------------------------------- | --------- | ------------ |
| 13. | «Чёрно-белый день»                                 | С.Михалок | 4:05         |
| 14. | «Государство» (кавер-версия «Гражданская оборона») | Е.Летов   | 3:18         |

## Над альбомом работали
- Сергей Михалок — вокал
- Павел Булатников — вокал
- Александр Сторожук — барабаны
- Дмитрий Стурченко — бас-гитара
- Руслан Владыко — гитара
- Павел Кузюкович — труба
- Иван Галушко — тромбон
- Александр Ляшкевич — концертный звукорежиссёр
- Дмитрий Бобровко — техник сцены

В записи принимали участие
- Валерий Щерица («Петрович») — труба (9)
- Алексей Сагитов («Саид») — тромбон (9)
- Павел Гузеев — тенор-саксофон (9)
- Егор Бекаревич — баритон-саксофон (9)
- Андрей Шведц — туба (7)
- Наталья Сербина, Ирина Борисенко — фольклорное пение (10)
- Запись — Влад Ярун, Александр Позняк (ассистент)
- Программинг, синтезаторы — Виталий Телезин
- Сведение — Влад Ярун, Виталий Телезин
- Мастеринг — Виталий Телезин, Влад Ярун
- Саунд-продюсеры альбома — Виталий Телезин, Влад Ярун